# バスケットボール南スーダン代表
バスケットボール南スーダン代表（バスケットボールみなみスーダンだいひょう、South Sudan men's national basketball team）は、南スーダンバスケットボール連盟により国際大会に派遣される男子バスケットボールのナショナルチームである。
南スーダンは2011年に独立を果たしたアフリカの新興国であり、国内に室内バスケットコートが存在しないなど厳しい環境に置かれているが、NBAでプレー経験のあるウィニエン・ガブリエルやカーリック・ジョーンズなどの選手が中心となり、2023年ワールドカップや2024年パリオリンピックへ出場するなど急速に成長している。2025年3月時点でのFIBA世界ランキングは23位。

## 歴史
南スーダンの独立より早い2011年5月に結成され、2013年にFIBA加盟。
2017年、アフリカ選手権予選初エントリー。FIBAアフロバスケット2021予備予選で敗退するが、アルジェリアの辞退に伴い繰り上げで予選進出し、D組を3勝3敗の2位で本大会出場を決めた。本大会では、グループステージを2勝1敗で終え決勝トーナメントへ進出。ラウンド16でケニア相手に勝利し準々決勝へ進出。準々決勝ではチュニジア相手に敗れた。
2023年FIBAバスケットボール・ワールドカップアフリカ予選では11勝1敗という圧倒的な成績を残し、ワールドカップ出場を決めた。本戦ではグループステージでフィリピン、順位決定戦で中国とアンゴラ相手に勝利し、アフリカ勢でトップの17位となり、パリ五輪への出場権を獲得した。
パリ五輪開催前の2024年7月に行われたアメリカ（当時のFIBAランキング1位）との強化試合では、101-100で惜敗。大金星まであと一歩の状況まで迫った。2024年パリ五輪では、プエルトリコ相手（当時のFIBAランキング16位）に90-79で勝利し、オリンピックでの初勝利を挙げた。

## 主な国際大会成績
- オリンピック
  - 2024年 － 出場権獲得
- ワールドカップの成績
  - 2023年 ー 17位
- アフリカ選手権の成績
  - 2021年 ― 5位

## 現在の代表選手
2025年FIBAアフロバスケットのロスター
- ウィニエン・ガブリエル
- ジョー・ルアル・アキュイル
- ニュニ・オモット
- エマニュエル・アコット
- マレング・ガキュオス
- デン・デン
- ジュニオール・マドゥート
- ケンデール・マッカラム（イタリア語版）
- ボス・ガク
- マジョク・デン
- ピーター・ジョク
- クル・クアス

## 歴代代表選手
- ウィニエン・ガブリエル
- JT・ソー
- カマン・マルアチ
- マリアル・シェヨック
- カーリック・ジョーンズ
- ニャン・ウェク
- ジャクソン・マコイ
- ニュニ・オモット
- クアニー・クアニー
- コク・デン・アグエ・バー
- アニアルバニー・マコイ
- マーリン・ガックロス
- パディエ・ワン
- ピーター・ジョク
- マジョク・デン
- ブル・クオル
- デン・アキュオス
- サンデー・デック
- デン・デン
- クル・クアス

## 歴代代表ヘッドコーチ
- ルオル・デン （2020-2021,2023）[7]
- ロイヤル・アイビー (2021-)[7]